# Digama marchalii
Digama marchalii là một loài bướm đêm thuộc họ Erebidae. Nó được tìm thấy ở miền nam Ấn Độ và Myanmar.

## Phụ loài
- Digama marchalii figurata (Myanmar)
- Digama marchalii intermedia (miền nam Ấn Độ)
- Digama marchalii marchalii (miền nam Ấn Độ)
- Digama marchalii nebulosa (miền nam Ấn Độ)